# Terceira Missão de Verificação das Nações Unidas em Angola
A Terceira Missão de Verificação das Nações Unidas em Angola (UNAVEM III, do inglês United Nations Angola Verification Mission III) foi uma missão de paz criada pelo Conselho de Segurança das Nações Unidas em 8 de fevereiro de 1995 para manutenção da ordem em Angola, após um período de guerra civil no país. Ficou em Angola até 1997. Seu comandante foi o major-general Phillip Valerio Sibanda, do Zimbabué. Participaram da força pacificadora Bangladesh, Brasil, Bulgária, Congo, Egipto, França, Guiné-Bissau, Hungria, Índia, Jordânia, Quénia, Malásia, Mali, Namíbia, Países Baixos, Nova Zelândia, Nigéria, Noruega, Paquistão, Polónia, Portugal, Roménia, Rússia, Senegal, Eslováquia, Suécia, Tanzânia, Ucrânia, Uruguai, Zâmbia e Zimbabué.